# Carinurella paradoxa
Carinurella paradoxa е вид ракообразно от семейство Niphargidae. Видът е уязвим и сериозно застрашен от изчезване.

## Разпространение и местообитание
Разпространен е в Италия и Словения.
Обитава сладководни басейни и реки.